# بیل مور (بازیکن فوتبال، زاده ۱۹۱۳)
بیل مور (انگلیسی: Bill Moore؛ 1913 – 1982 (aged 69)) بازیکن فوتبال اهل بریتانیا بود.
از باشگاه‌هایی که در آن بازی کرده‌است می‌توان به باشگاه فوتبال استوک سیتی و باشگاه فوتبال منزفیلد تاون اشاره کرد.